# Goudelin
Goudelin är en kommun i departementet Côtes-d'Armor i regionen Bretagne i nordvästra Frankrike. Kommunen ligger i kantonen Plouagat som tillhör arrondissementet Guingamp. År 2022 hade Goudelin 1 716 invånare.

## Befolkningsutveckling
Antalet invånare i kommunen Goudelin
Referens:INSEE